# Conan IV Młodszy
Conan IV Młodszy (ur. 1138, zm. 20 lutego 1171), książę Bretanii, syn Alana Bretońskiego, 1. hrabiego Richmond, oraz Berty, córki księcia Bretanii Conana III Grubego. Od strony ojca był w prostej linii potomkiem innego księcia Bretanii, Godfryda I.
Po śmierci ojca w 1146 odziedziczył angielski tytuł parowski hrabiego Richmond. W 1156 zdecydował się walczyć o tron Bretanii. Od 1148 trwała tam wojna między ojczymem Conana, Odonem de Porhoet, i wydziedziczonym wujem hrabiego Richmond, Hoelem III. Wyparty do hrabstwa Nantes Hoel zmarł w 1156. W tym samym roku Conan IV wyparł z Bretanii Odona. W 1158 zakończył opanowywanie Bretanii przyłączając  Nantes po śmierci Godfryda Andegaweńskiego, brata króla Anglii Henryka II.
W odpowiedzi na działania Conana Henryk II zażądał zwrotu hrabstwa Nantes. Conan odmówił, ale do wojny nie doszło. Conan i Henryk zawarli wkrótce porozumienie, przypieczętowane w 1160 ślubem Conana z kuzynką Henryka, Małgorzatą Szkocką (1140 – 1201), córką Henryka Szkockiego, 3. hrabiego Huntingdon, i Ady de Warenne, córki Williama de Warenne, 2. hrabiego Surrey. Małżonkowie mieli jedną córkę, * Konstancję (1161 – 5 września 1201), księżną Bretanii
Podczas swojego panowania Conan musiał stawić czoła wielu rebeliom swoich baronów. Nie mogąc ich ostatecznie stłumić był zmuszony zwrócić się o pomoc do Henryka II. Ten zażądał w zamian zrzeczenia się tronu przez Conana na rzecz jego córki, która miała poślubić syna angielskiego monarchy, Godfryda. Conan spełnił żądania Henryka. Zmarł w 1171.